# Pedel

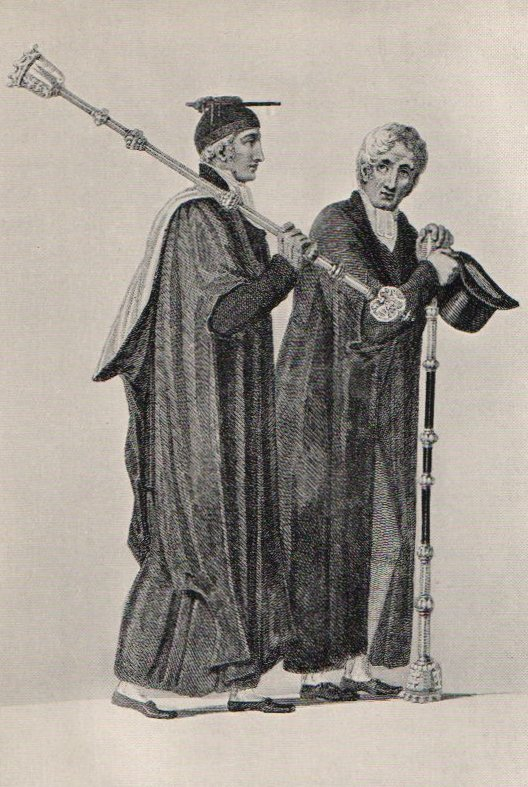
Gravure uit 1815 van twee pedels van de Universiteit van Cambridge.

De pedel, uitgesproken als 'pedèl' met de klemtoon op de laatste lettergreep (van Latijn: bidellus), is een functionaris aan een universiteit. De rol van de pedel is van oorsprong administratief, maar tegenwoordig in Nederland bijna zuiver ceremonieel.

## Geschiedenis
Ongeveer gelijktijdig met het opduiken van het ambt van rector (1245 - Parijs) werden in Parijs voor het eerst ook bidelli, pedellen, genoemd. Zij waren ambtsdragers die allerlei zaken regelden binnen de faculteit waarin zij functioneerden. De universiteit als geheel kreeg ook haar pedel, de bidellus generalis. Deze schreed bij openbare evenementen vóór de rector uit, kondigde promoties aan, annonceerde boekverkopingen en behartigde allerlei andere zaken die van "algemeen universitair belang" werden geacht.
Gekleed in hun officiële tenue - een toga - en met hun pedelstaf in de hand, moesten de pedellen altijd aanwezig zijn bij intreeredes, kerkdiensten, begrafenissen, processies en officiële universitaire bijeenkomsten (bijvoorbeeld doctoraatspromoties). Pedellen verzorgden voorts de inschrijving van studenten, zamelden inschrijfgelden in en inden boeten. Zij hielden bij wie tot gevangenisstraf was veroordeeld of met de universitaire rechtsmacht in aanraking was gekomen. Pedellen hielden de registers bij van de examens en noteerden de bevoegdheden van geleerden die toestemming tot lesgeven hadden gekregen.

## In Nederland

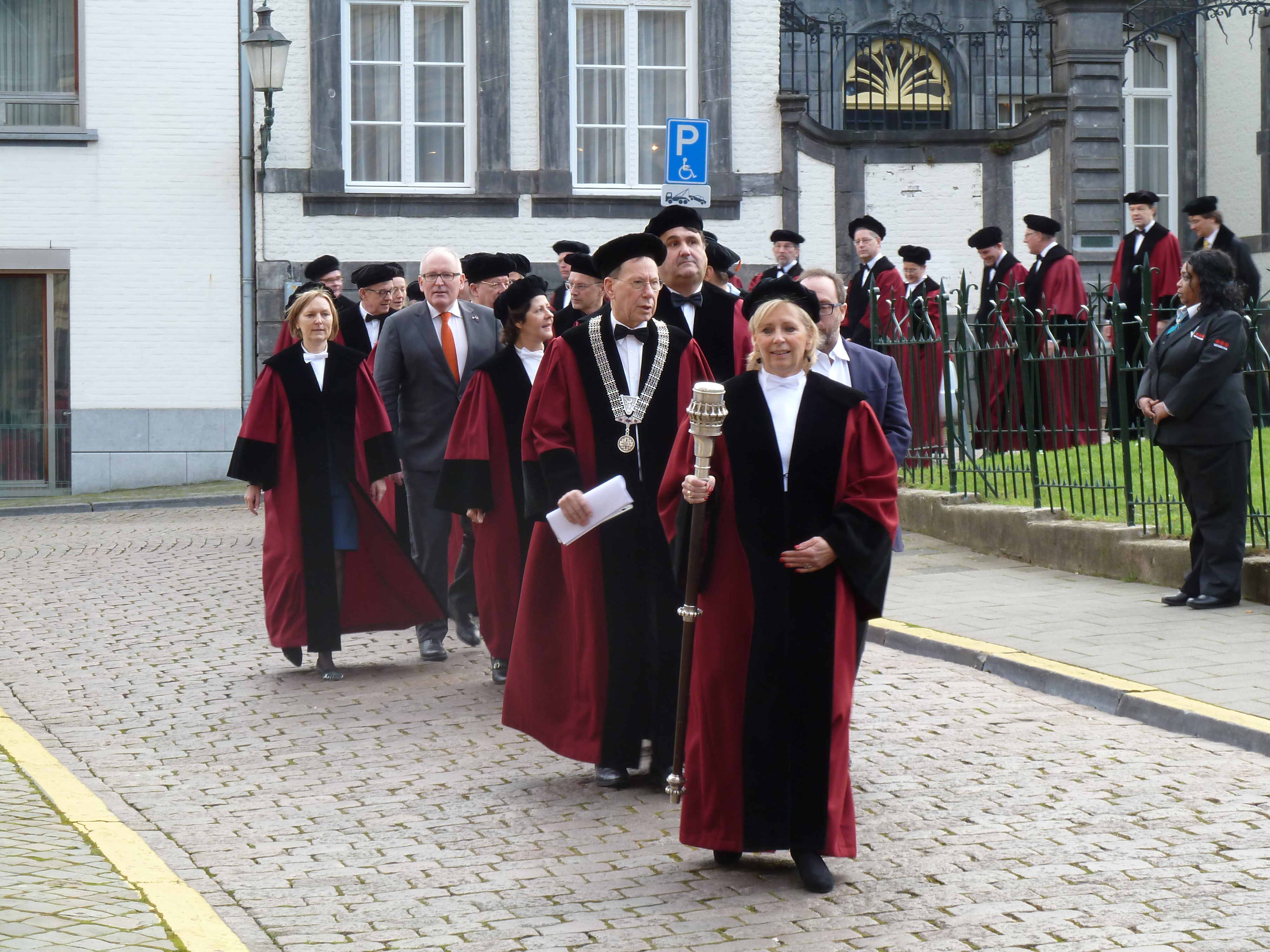
De pedel van de Universiteit Maastricht gaat voor bij de professorenstoet op de dies natalis

Nederlandse universiteiten hebben gewoonlijk een of twee pedels in dienst. De pedel houdt zich bezig met alle academische zittingen van de universiteit, en in het bijzonder ook met het regelen van zaken omtrent de promotieplechtigheid van personen die een academische promotie afronden, dan wel hun inaugurele rede (oratie) houden. Was dit per traditie een functie die slechts door mannen werd bekleed, inmiddels zijn er verscheidene universiteiten met een vrouwelijke pedel. De eerste vrouwelijke pedel werd aangesteld aan de Rijksuniversiteit Utrecht in 1971. De Wageningen Universiteit heeft ook al meer dan 17 jaar een vrouwelijke pedel en op dit moment (2022) zelfs drie.
De pedel helpt de promovendus bij het voorbereiden van de promotie, met name wat betreft de formele kant daarvan. Hij regelt de zaal ten behoeve van de promotie, geeft richtlijnen waaraan de lay-out van een academisch proefschrift moet voldoen en dergelijke; inhoudelijk bemoeit een pedel zich nergens mee. Het meest zichtbaar is een pedel tijdens de promotieplechtigheid. Hij of zij gaat, evenals de professoren gekleed in een toga, bij de opening van de plechtigheid de hoogleraren, de promovendus en diens paranimfen vóór bij het betreden van de zaal. Tijdens de plechtigheid verlaat de pedel de zaal. Aan het einde van de promotieplechtigheid keert de pedel terug, treedt naar voren, stampt met de universiteitsstaf op de grond en roept "Hora est!" ("Het is tijd!"). In principe bepaalt de pedel dus wanneer de promotieplechtigheid beëindigd is, en niet de voorzitter tijdens de promotie.
Per universiteit kan de procedure enigszins verschillen. Aan de Rijksuniversiteit Groningen roept hij niet "Hora est!" maar "Hora finita!". Aan de jonge Universiteit Twente, waar geen Latijnstalige traditie is, zegt hij: "Mijnheer de rector, de tijd is verstreken."

### Studentenverenigingen
De functie van pedel bestaat ook binnen het 'traditionele' studenten- en studieverenigingsleven. Pedels worden bij studieverenigingen over het algemeen jaarlijks gekozen door het kandidaat-bestuur. Bij de constitutiereceptie heeft de pedel de taak om bezoekers (voornamelijk andere besturen) aan te kondigen en de bezoekerslijst bij te houden. Bij aankondiging mag het bezoekende bestuur naar voren komen om tegenover de op een rij opgestelde kersverse bestuursleden te gaan staan. Besturen dienen op vaste volgorde te staan: in het midden de praeses (voorzitter, president), rechts daarvan de ab actis (secretaris), links van de voorzitter de fiscus (penningmeester, quaestor, thesaurier), en rechts van de ab actis en links van de fiscus de overige bestuursleden. Deze kunnen verschillende functies hebben die niet in elk bestuur gelijk zijn, vandaar dat het niet uitmaakt waar ze staan. In deze volgorde worden na het recipiëren ook de handen geschud met het geconstitueerde bestuur. De pedel heeft over het algemeen een pedelstok, een staf, die hij of zij drie maal op de grond stampt alvorens een bezoeker aan te kondigen.
Volgens de mores van 'traditionele' studie- en studentenverenigingen mag een bezoekend bestuur bepaalde 'jatacties' ondernemen, in het jargon brasacties genoemd. Wat er gejat ("gebrast") mag worden, in volgorde van prestige: de penningen van het bestuur, het gastenboek, de pedelstok, de pedel zelf, een van de bestuursleden. Op de zin- en onzin van deze ritualisering bij studentenverenigingen is bij tijd en wijle ook kritiek en wordt sinds de jaren 1970 en 80 ook wel geduidt als zelfbedachte hiërarchie en grootdoenerij.

## In Vlaanderen
De Vlaamse universiteiten hebben meestal één pedel per faculteit. In tegenstelling tot de situatie in Nederland heeft de pedel in Vlaanderen geen ceremoniële rol. Hij of zij staat louter in voor de studentenadministratie. De pedel hoeft ook niet aanwezig te zijn bij promotieplechtigheden.

## Noot
1. ↑  "Vrouw pedel", De Tijd: dagblad voor Nederland, 28 januari 1971 (via kranten.delpher.nl)
2. ↑  WUR, We-WUR, Wageningen Universiteit Corporate website. Gearchiveerd op 28-1-2022. Geraadpleegd op 5-4-2022.
3. ↑  Wageningse Studenten Organisatie (1980). Oh Salverdaplein, poging tot een analyserend verslag van de acties rondom de bezetting van het hoofdgebouw in het voorjaar van 1980. Wageningse Studenten Organisatie.